# Idilia Dubb

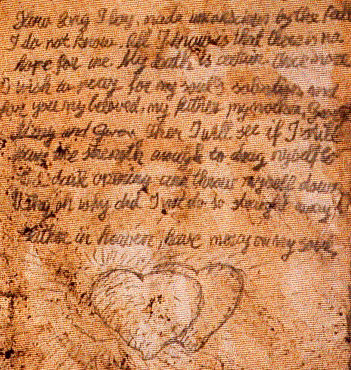
Sida ur Idilia Dubbs dagbok.

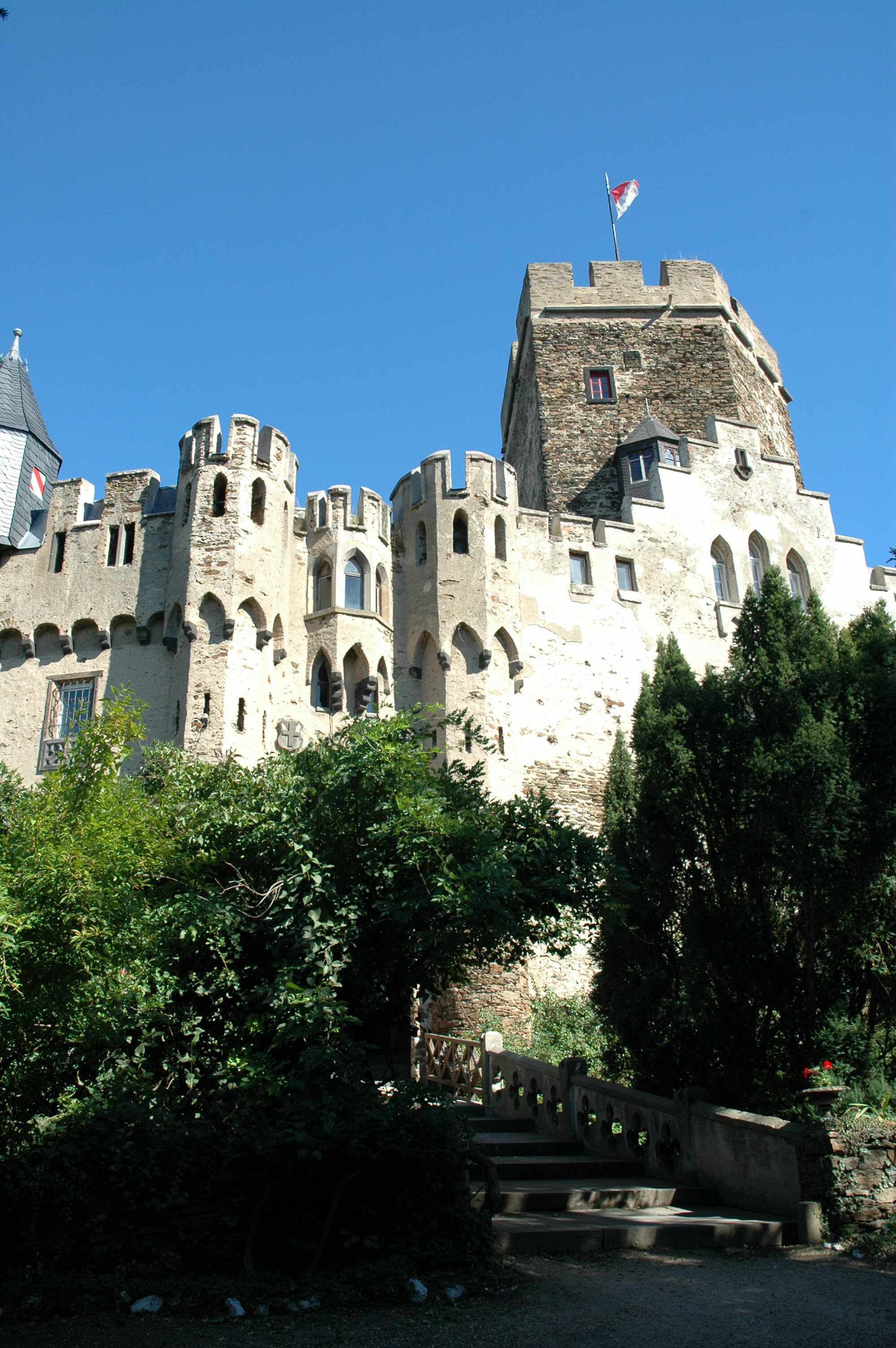
Slottet Lahneck, där Idilia Dubb ska ha omkommit i ett av tornen.

Idilia Dubb, född 1834, död 1851, var en skotsk dagboksförfattare. 
Hon gjorde vid sjutton års ålder, tillsammans med sin familj bestående av far William Dubb, mor Elizabeth Dubb och syskonen George och Mary, en resa till Koblenz år 1851. Idilia försvann spårlöst därifrån, då hon på morgonen gått ut för att måla men inte återvände. 
Hon återfanns inte förrän 10 år senare, när man 1860 rev ett gammalt torn och fann hennes kvarlevor i tornets topp. Skelettet kunde identifieras med hjälp av bland annat det faktum att hennes hatt och dagbok låg bredvid henne.
Historien berättades, tillsammans med dagbokens två sista sidor, i två nummer av den tyska veckotidningen Adenauer Kreis- und Wochenblatt den 26 oktober och 2 november 1863. Denna version har tills nyligen fått gälla som belägg för historiens äkthet. 
År 2001 (på svenska) och 2002 (på tyska) kom en nyutgåva av vad som angavs vara originaldagboken, i en version sammanställd av Genevieve Hill, väninna till Idilia Dubb. De båda böckerna utger sig för att vara översättningar från en engelsk utgåva, med Genevieve Hill som författare. Någon sådan bok på engelska har dock inte getts ut. Olika efterforskningar ger vid handen att både nyutgåvan och versionen från 1863 troligen är uppdiktade.

## Utgåvor
- Den svenska översättningen gjordes av Ann-Marie Ljungberg, Idilia Dubbs dagbok (2001) ISBN 91-88877-43-4. Ny utgåva (2002) ISBN 91-89646-02-9. Som engelsk originaltitel anges Miss Idilia's Diary.
- Den tyska översättningen gjordes av Kattrin Stier, Das verschwundene Mädchen: Die Aufzeichnungen der Idilia Dubb (2002) ISBN 3-570-12745-1. Som engelsk originaltitel anges The Diary of Miss Idilia.
- En norsk översättning gjordes av Kari Bolstad, Idilia Dubbs dagbok (2004) ISBN 82-03-24435-1. Som engelsk originaltitel anges The diary of Idilia Dubb.

## Analyser
- "Gefabelt und gemuthmaßet", kritisk analys av Karla Scheider, Die Zeit, nr 8, 2003. (tyska)
- Lahnsteiner Altertumsverein, Hans G. Kuhn, källtexter och analyser, bland annat texten från 1863 (tyska)